# Батудаев, Иван Александрович
Ива́н Алекса́ндрович Батуда́ев (24 или 26 ноября 1922 — 14 декабря 2000) — советский и российский учёный и общественный деятель, кандидат философских наук, профессор.
С 1967 по 1986 год — ректор Бурятского государственного педагогического института им. Доржи Банзарова. Депутат Верховного Совета Бурятской АССР, член Улан-Удэнского горкома КПСС, депутат Улан-Удэнского городского исполкома народных депутатов, член Совета старейшин при президенте Республики Бурятия.

## Биография
Родился в улусе Мольта, расположенном в Кахинской долине, в Осинском районе Иркутской области в семье Ба́шина (Александра) Батуда́евича Батуда́ева и Таря́ши Андре́евны Башку́евой. У Ивана было три старшие сестры. Семья относилась к зажиточным, хотя сами Батудаевы причисляли себя к крестьянам среднего достатка. В 1924 году умер отец, и все многочисленные заботы легли на плечи матери. В начале 1930-х годов семья была раскулачена и выселена из своего дома. Жизнь была трудной. Иван рано приобщился к труду: сначала работа по дому, а после вступления матери в колхоз — помощь взрослым на поле. В 1930 году он начал учиться в первом классе Кахинской начальной школы, после окончания которой продолжил учёбу сначала в Бурят-Янгутской неполно-средней, затем средней школе. Иван Батудаев все годы учился с желанием, хорошо. Занимался общественной работой, спортом, всегда был в гуще школьной жизни. Из школьных предметов увлекался математикой и мечтал стать математиком.

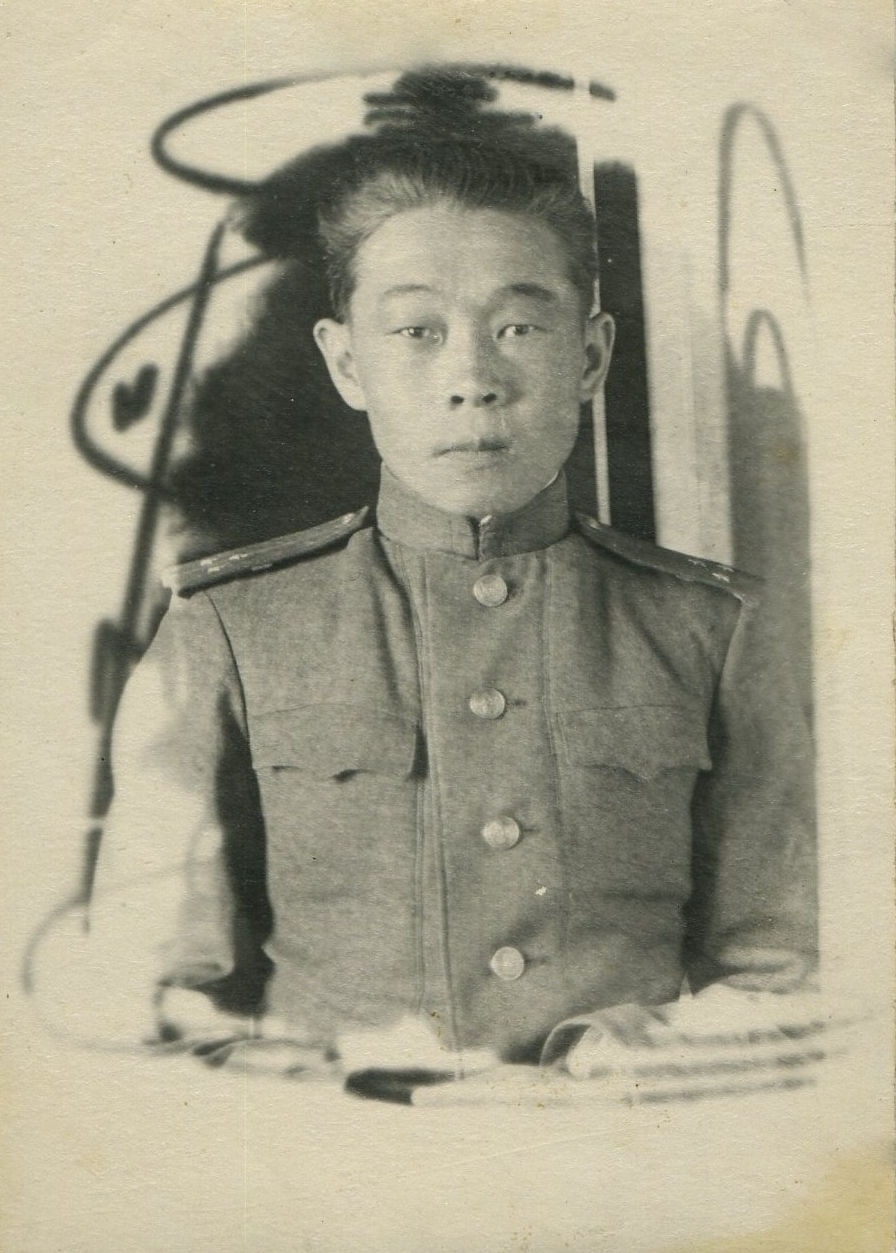
Старший лейтенант И. Батудаев, Приморье, 20 марта 1945 года.

После окончания школы в течение года трудился в колхозе. В октябре 1940 года был призван в Красную Армию. Служил на Дальнем Востоке в сапёрном эскадроне 8-й кавалерийской дивизии Первой Краснознамённой Армии. После окончания Хабаровского военно-пехотного училища командир взвода, роты, помощник начальника штаба 211 стрелкового полка 22 стрелковой дивизии. В августе 1945 года в составе Первой Дальневосточной армии И. А. Батудаев принимает участие в Маньчжурской операции и разгроме Квантунской армии. Был в числе освободителей городов Мулина, Муданьцзяна, где получил ранение. Награждён медалями «За победу над Японией» и «За боевые заслуги».
В 1947 году Батудаев завершил военную службу в Петропавловске-Камчатском и вернулся домой в звании капитана. В том же году он поступил на исторический факультет Бурятского педагогического института имени Доржи Банзарова. В течение года Иван Батудаев сдал экзамены за два курса (все кроме иностранного языка на «отлично») и в числе нескольких студентов был переведен сразу с первого на третий курс.

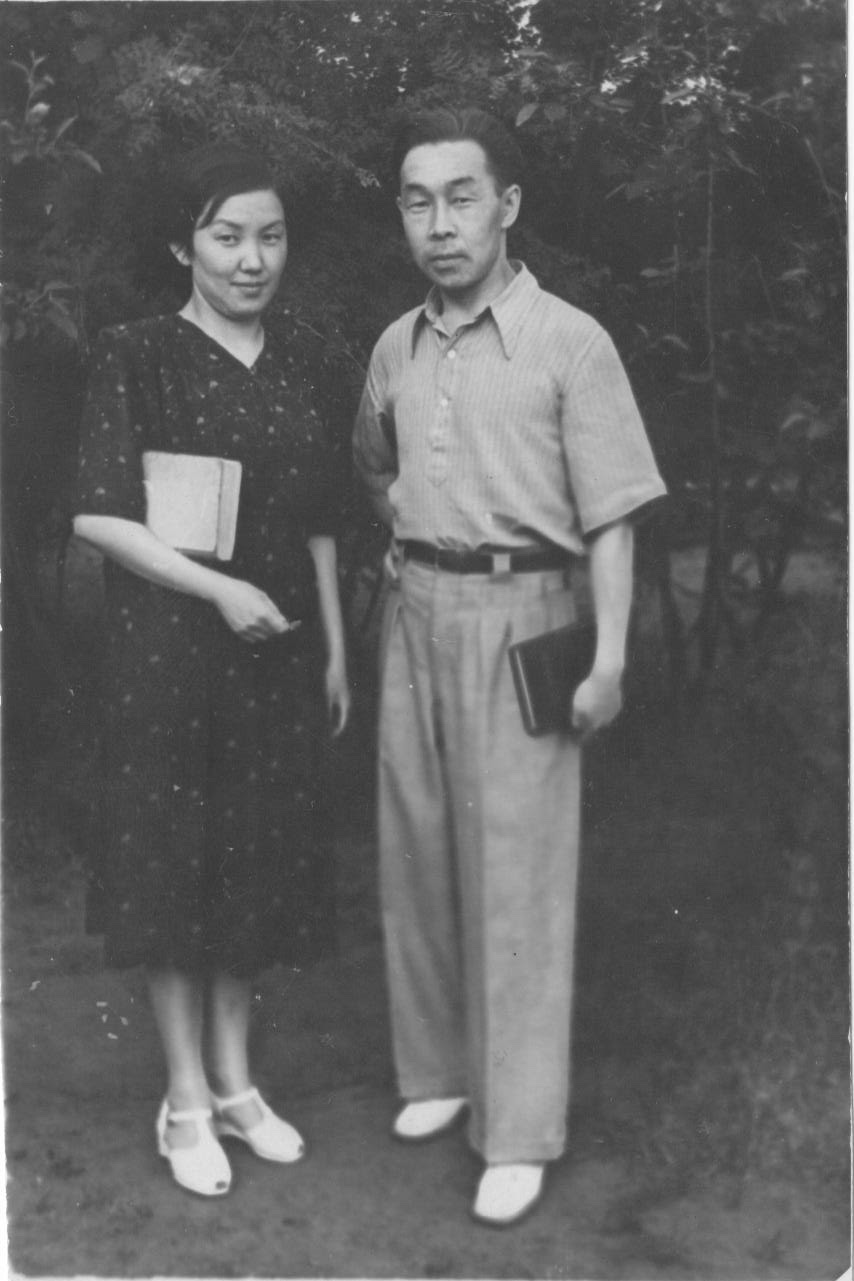
Иван Александрович с супругой Лассалиной Александровной 3 июня 1954 года.

В 1950 году Иван Батудаев окончил вуз с красным дипломом и был направлен директором в Байкало-Кударинскую среднюю школу. Через год Иван Александрович женился на Лассали́не Алекса́ндровне Па́нзыревой. Молодая супруга переехала из Улан-Удэ в Байкало-Кудару и стала работать в школе учителем английского языка.
В 1951 году Батудаев был утверждён заведующим отделом пропаганды и агитации райкома ВКП(б), а в начале 1953 года назначен заместителем начальника Управления культурно-просветительских учреждений при Совете Министров Бурятской АССР.
В 1956 году он поступил в аспирантуру Академии общественных наук при ЦК КПСС, которую успешно закончил с защитой диссертации и получением степени кандидата философских наук. После возвращения из Москвы в сентябре 1960 года Батудаев трудился руководителем лекторской группы отдела пропаганды и агитации обкома КПСС, а через полгода стал заведующим отделом науки, школ и культуры обкома КПСС.
Несмотря на успешную партийную работу, И. А. Батудаеву всегда хотелось работать по специальности, читать лекции по философии и заниматься научной работой. К счастью, руководство обкома партии удовлетворило его просьбу, и в августе 1963 года он стал старшим преподавателем кафедры марксизма-ленинизма Восточно-Сибирского Технологического Института. В том же году в Бурятском сельскохозяйственном институте была образована кафедра философии и научного коммунизма, на должность её заведующего был приглашён Иван Александрович. Вскоре он был избран и секретарём парткома сельхозинститута, где вместе с ректором, в прошлом руководителем республики, учёным, профессором В. Р. Филипповым осуществляли руководство крупным вузовским коллективом, искали пути совершенствования научной, учебной, воспитательной, методической, хозяйственной деятельности. Коллектив этого вуза и сегодня с теплотой вспоминает Ивана Александровича.

### Ректор БГПИ
30 октября 1967 года приказом Министра просвещения РСФСР Иван Александрович Батудаев был назначен ректором Бурятского государственного педагогического института. В этой должности он трудился около 20 лет. Именно здесь наиболее ярко раскрылся его разносторонний талант руководителя, педагога и учёного. Энергичный, требовательный, компетентный, постоянно увлечённый идеями, И. А. Батудаев сумел организовать и воодушевить коллектив на решение стоявших перед ним проблем.

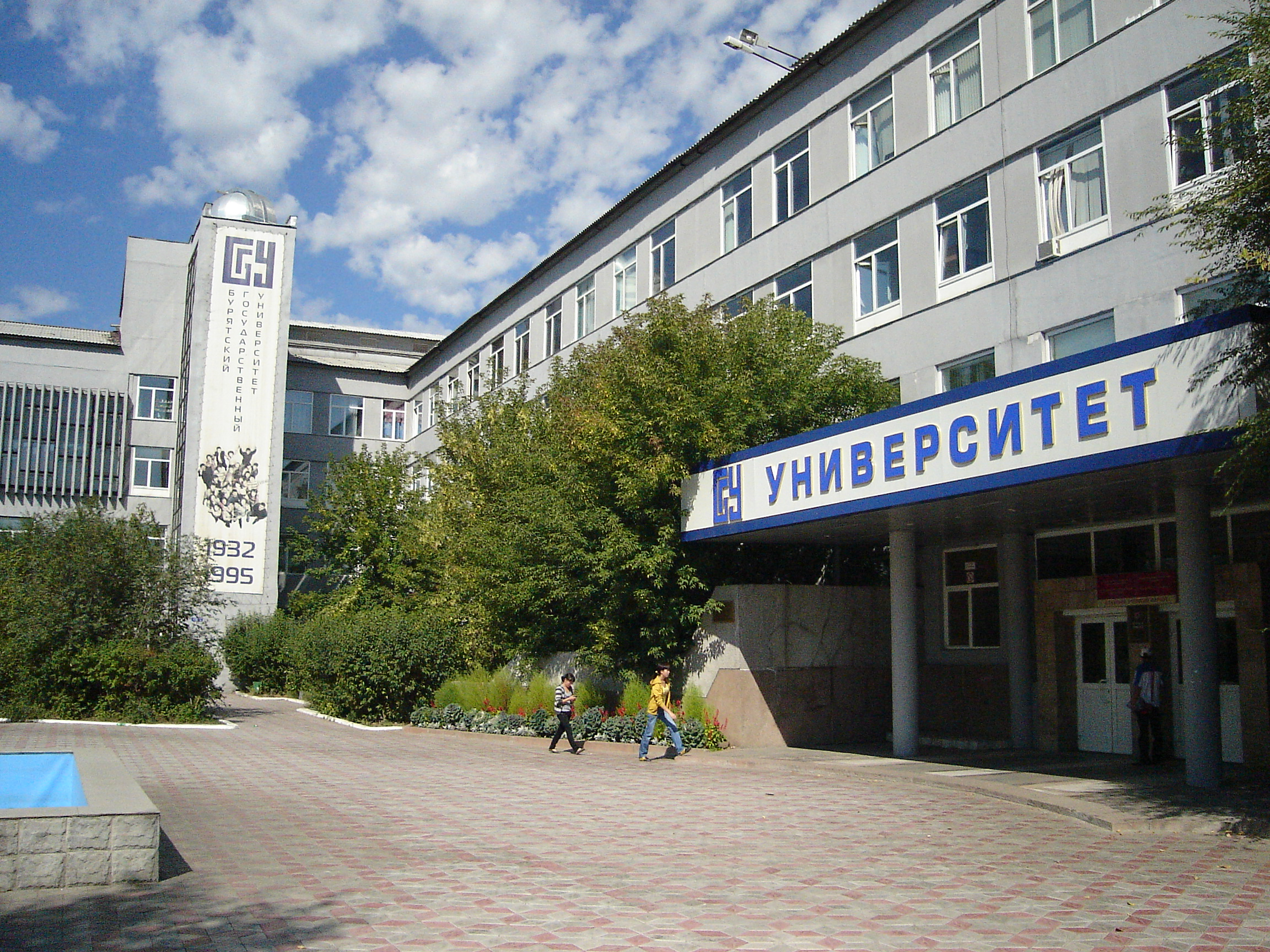
БГУ. Главный учебный корпус

Благодаря усилиям ректора, поддержанным руководством республики, был построен главный учебный корпус на 1400 посадочных мест, два студенческих общежития на 880 мест. В те же годы были построены агробиологическая станция с лабораториями и складскими помещениями, спортивно-оздоровительный лагерь на озере Щучьем, где проводятся занятия и отдых 400 студентов одновременно, создана спортивно-лыжная база в посёлке Орешково на 300 пар лыж. Было начато строительство столовой на 510 посадочных мест. Учебные и жилые площади института увеличились почти в три раза.
Не меньше внимания уделялось подготовке докторов и кандидатов наук. Для этого использовались возможности подготовки научных кадров в центральных вузах и НИИ страны через аспирантуру, докторантуру, соискательство, перевод на должность старшего научного сотрудника. Благодаря этому в те годы было подготовлено более 150 докторов наук, профессоров, кандидатов, доцентов. В середине 80-х годов по удельному весу докторов и кандидатов наук Бурятский пединститут имел самый высокий показатель среди 24 педагогических вузов Сибири и Дальнего Востока.

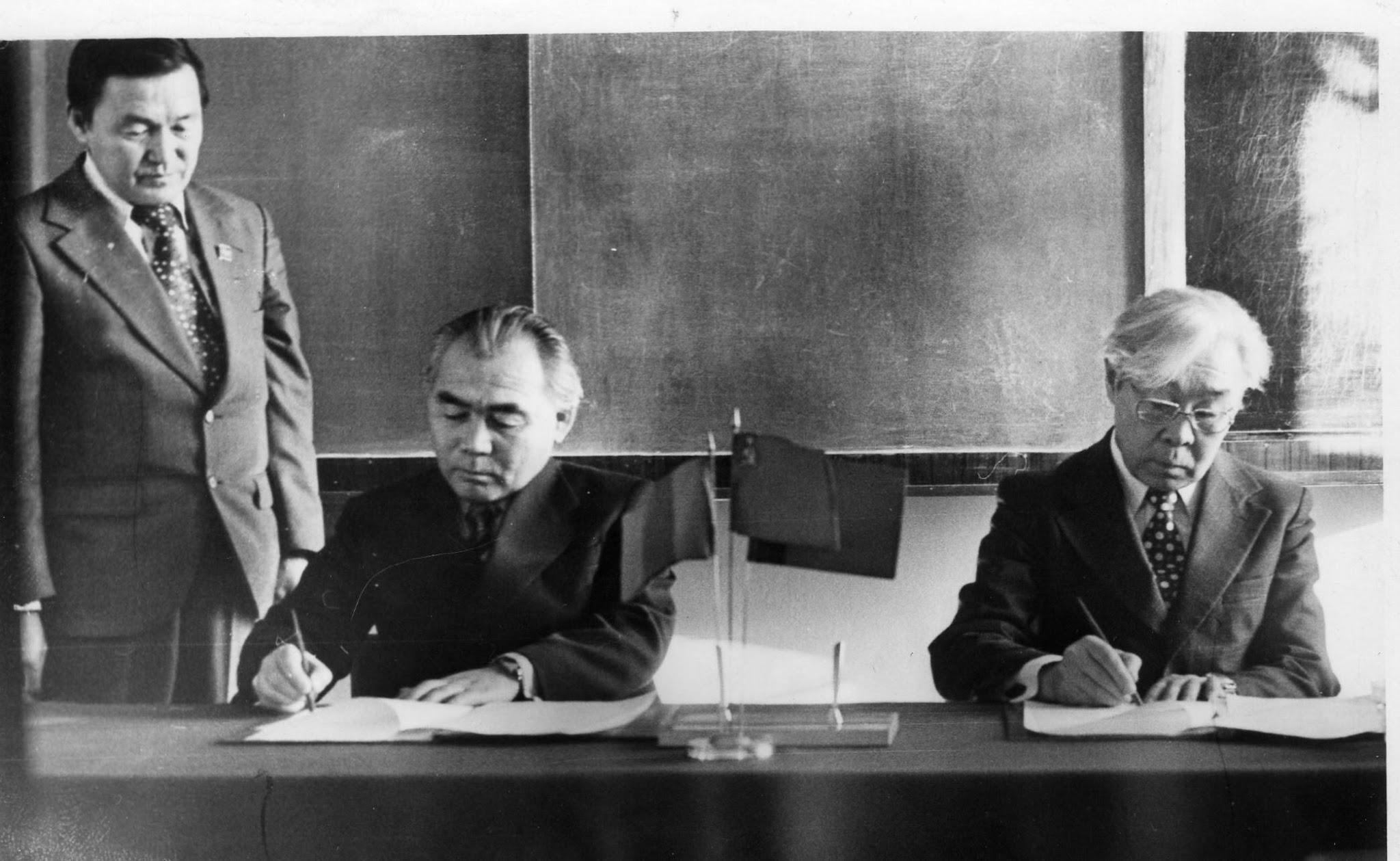
Подписание договора о сотрудничестве между Бурятским и Монгольским пединститутами. Ректор МГПИ профессор Отгонсурэн и ректор БГПИ И. А. Батудаев, а также проректор БГПИ С. Ш. Чагдуров. Декабрь 1978 года

Предметом особой заботы профессора И. А. Батудаева являлась научно-исследовательская работа преподавателей. Вплоть до середины 70-х годов исследования в пединституте страдали мелко- и многотемьем. Благодаря усилиям руководителей кафедр в вузе был сделан переход к крупным, комплексным исследованиям, возросли масштабы и эффективность научных поисков. Особенно заметными были результаты в изучении проблем охраны и рационального использования природных ресурсов байкальского региона, физики твердого тела, истории, этнологии, социальной структуры, филологии, фольклористики, образования, педагогики. В большом объёме выполнялись исследования на хоздоговорных началах. Институт стал местом проведения крупных всесоюзных, российских и региональных конференций.
Принимал деятельное участие в научных исследованиях и сам ректор. Он в течение ряда лет являлся руководителем большой общеинститутской темы, посвящённой проблеме трудовой, профессиональной подготовки школьников. Им написано и опубликовано более 50 научных работ, в том числе две монографии.
Как ректор, И. А. Батудаев обладал ценным качеством — умением вести коллектив, увлечь его, держать его в состоянии постоянного поиска, интеллектуального напряжения. Он бережно относился к кадрам, ценил их опыт и знания, всячески поощрял активность, творчество. Преподаватели старшего поколения помнят, с какой активностью, энтузиазмом, соревнуясь друг с другом, факультеты и кафедры занимались техническим оснащением учебно-воспитательного и научного процесса. В результате были созданы внутривузовский телецентр, обсерватория, станция наблюдения искусственных спутников Земли, современные научные и учебные лаборатории, телевизионные и автоматизированные классы.
За годы работы ректором И. А. Батудаева Бурятский государственный педагогический институт из относительно небольшого периферийного института превратился в крупный современный вуз первой категории, в один из лучших пединститутов России. Он неоднократно становился победителем в соцсоревновании педвузов РСФСР, а в 1982 году был награждён орденом «Знак Почёта».
Профессор И. А. Батудаев был известен и своей активной общественной деятельностью. Он избирался членом Бурятского обкома КПСС, депутатом Верховного Совета Бурятской АССР, членом Улан-Удэнского горкома партии, депутатом горсовета.
За ратные и трудовые успехи И. А. Батудаев награждён орденами Отечественной войны, Трудового Красного Знамени, «Знак Почёта», многими медалями. Ему были присвоены почётные звания заслуженного деятеля науки Бурятии и заслуженного учителя школы республики.

### Семья
У Ивана Александровича и Лассалины Александровны двое дочерей. Лидия Ивановна — кандидат экономических наук, доцент Российского экономического университета им. Г. В. Плеханова. Татьяна Ивановна — кандидат медицинских наук, доцент, заведующая кафедрой терапии Бурятского Государственного университета, Заслуженный врач Республики Бурятия.

## Память

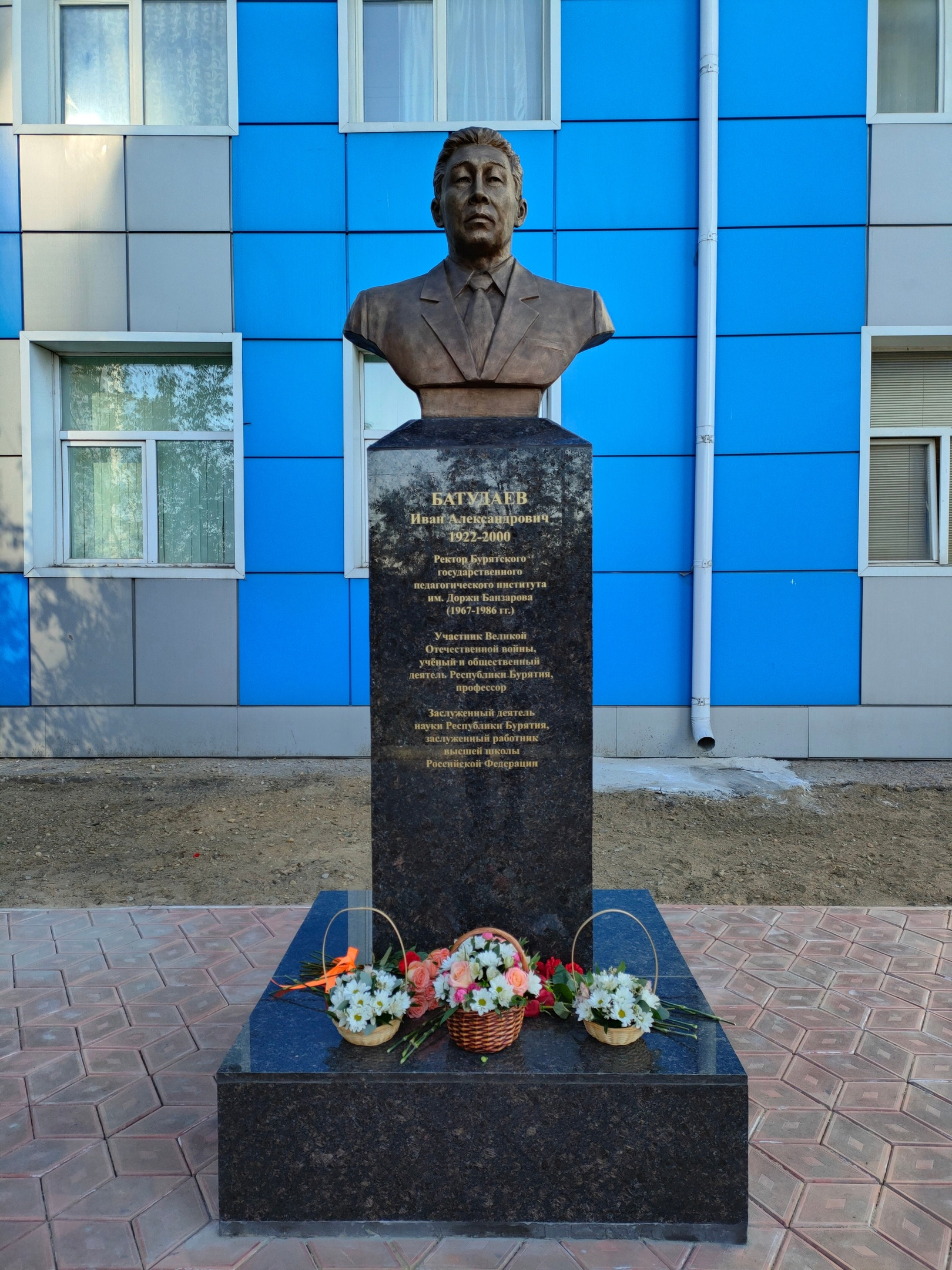
Бюст Батудаева И. А., установленный перед входом в главный корпус БГУ

- В Бурятском государственном университете учреждена стипендия имени И. А. Батудаева;
- Имя Батудаева носит одна из аудиторий главного учебного корпуса БГУ;
- На здании главного корпуса БГУ помещена мемориальная доска;
- В университете периодически проводятся научные педагогические конференции, посвящённые Ивану Александровичу;
- В 2001 г. на родине Батудаева в Осинском районе Иркутской области Кахинской средней общеобразовательной школе в селе Хокта было присвоено имя профессора И. А. Батудаева;
- 12 октября 2023 г. перед главным корпусом БГУ был установлен бюст И. А. Батудаева.

## Галерея

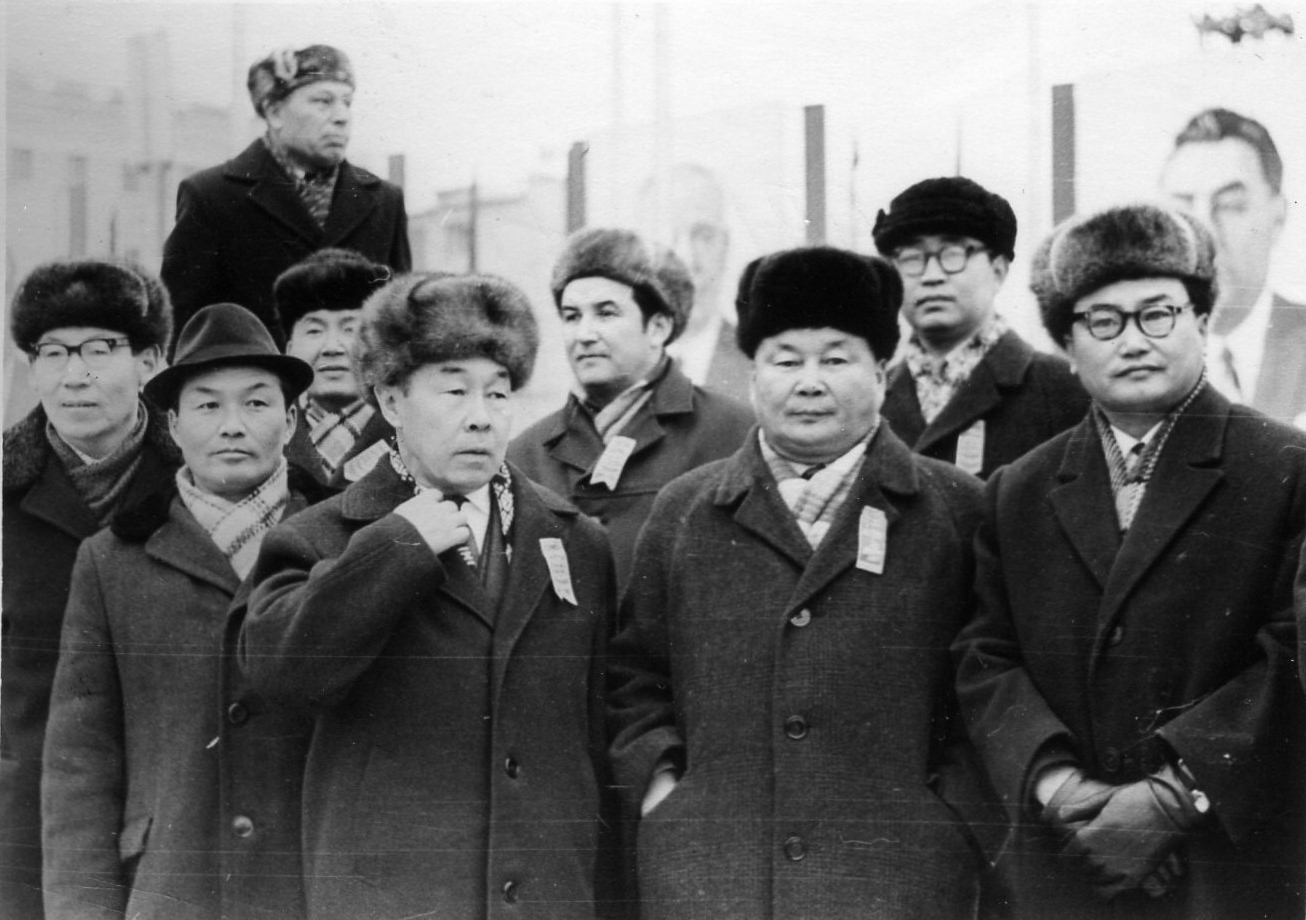
На ноябрьской демонстрации Тармаханов Е. Е. (слева), Батудаев И. А. (по центру слева), Затеев В. И. (по центру во втором ряду), Фролов Д. Ш. (по центру справа), Очиров Д. Д. (во втором ряду справа), 7 ноября 1971 г.
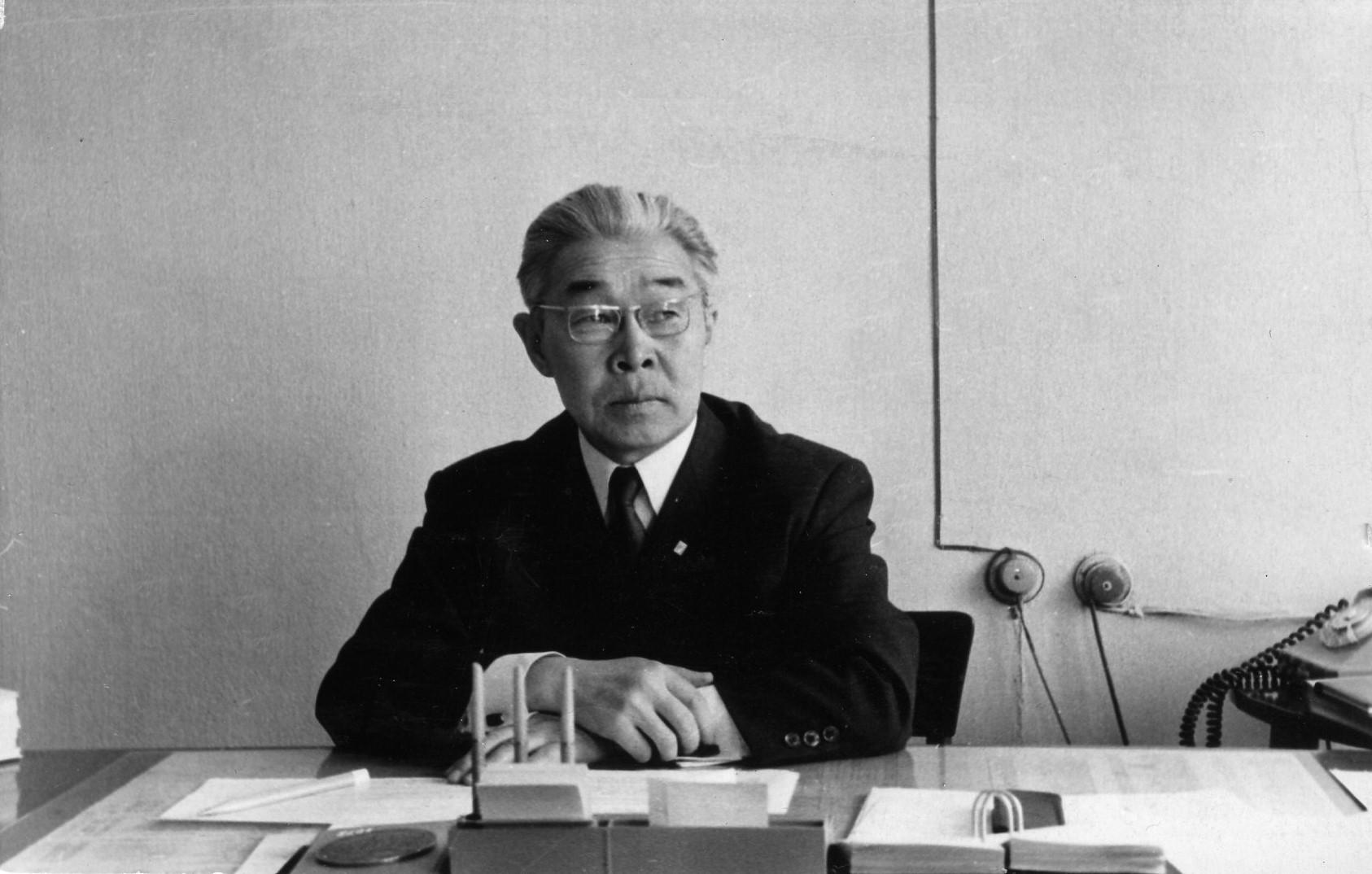
Батудаев И. А. в рабочем кабинете. Май 1972 г.
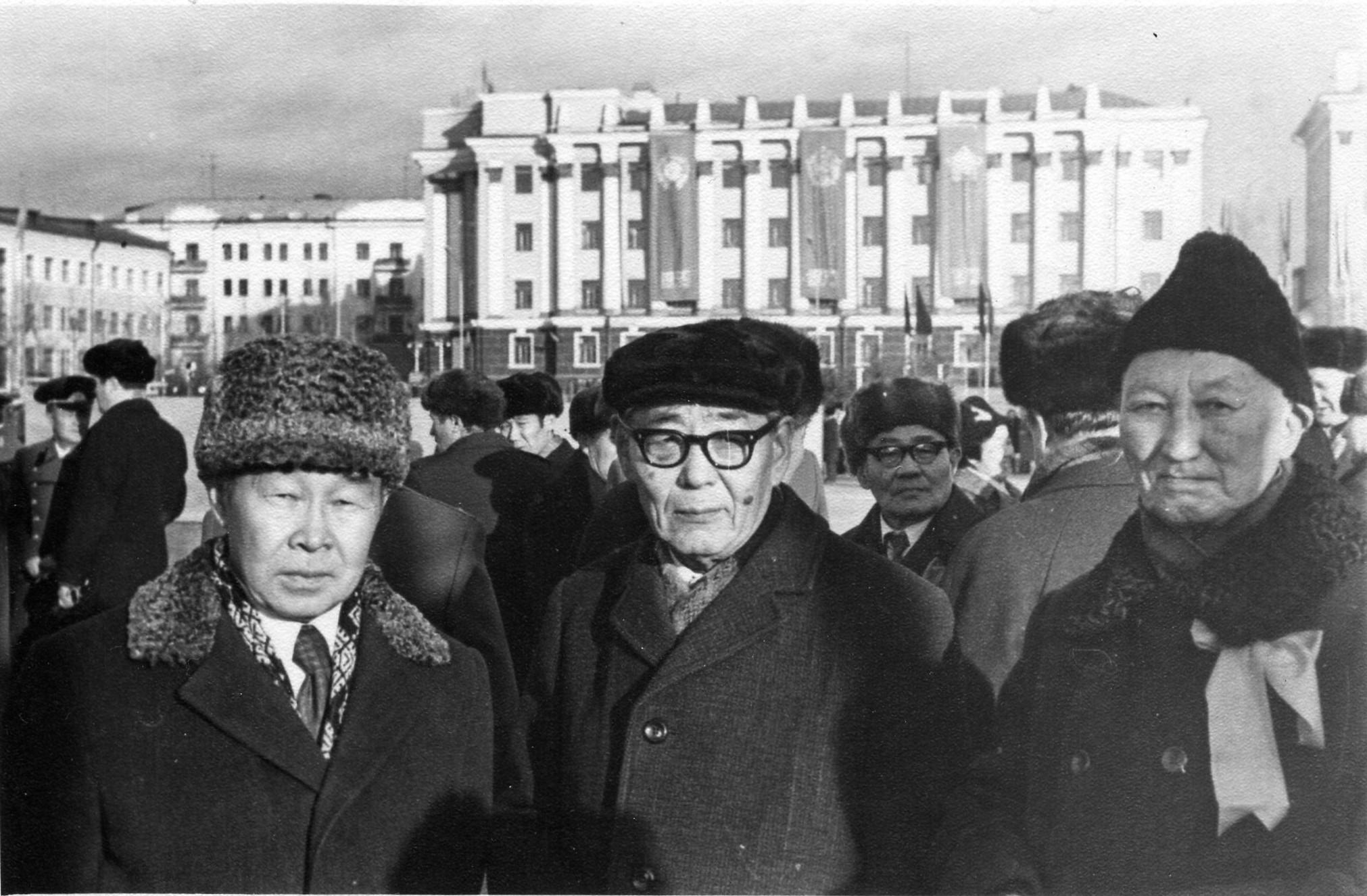
Батудаев И. А. с Хабаевым М. П. и Хайдуровым Л. Я. на демонстрации 7 ноября 1977 г. на Площади Советов
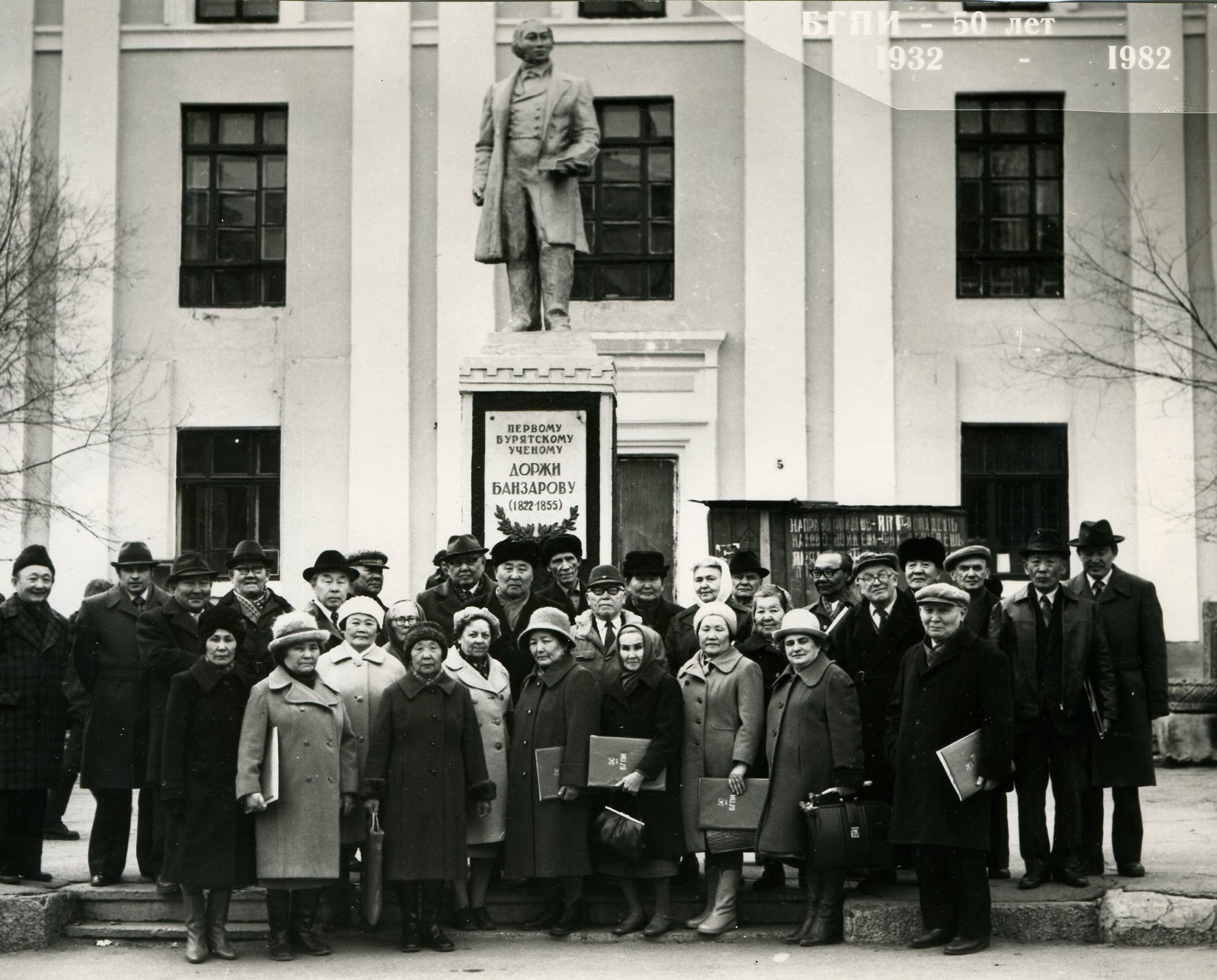
БГПИ 50 лет. Памятник Доржи Банзарову у первого корпуса БГПИ 1982 г.. Батудаев И. А. пятый во втором ряду

## Сочинения
- Критика реформистской теории «трансформации» капитализма в социализм // Критика правосоциалистической идеологии : Сб. ст. / Под. ред. проф. М. М. Григорьян и др. — М. : Изд-во ВПШ и АОН, 1960. — С. 5—53. — 290 с. — 3450 экз.
- Марксизм и реформизм о революции и реформе. — Улан-Удэ: Бурят. кн. изд-во, 1960. — 84 с. — 1000 экз.
- Вузовский коллектив и современность : (Опыт, проблемы, суждения). — Улан-Удэ : Бурят. кн. изд-во, 1977. — Вып. 1. — 142 с. — 1000 экз.